# Daouda Niang
Pour les articles homonymes, voir Niang.
Le général Daouda Niang (né en 1925 à Yang-Yang, près de Louga, et décédé à Dakar en janvier 2008) est un ancien haut commandant de la gendarmerie de la République du Sénégal.

## Formation
Né en 1925 à Yang-Yang, à 31 km au nord de Dahra-Djolof, dans le département de Linguère, Daouda Niang y a effectué ses études primaires avant de rejoindre l'École des Enfants de troupes à Saint-Louis.

## Carrière
À sa sortie de cet établissement, il intègre l'Armée française au sein de laquelle il participe à plusieurs campagnes : Indochine, Algérie, Maroc, Mauritanie, entre autres. Il a aussi participé, en 1956, au débarquement d'unités françaises alliées aux britanniques durant la crise du canal de Suez contre l'Égypte.
Au moment de l'indépendance, le général Daouda Niang, jeune officier, continue son parcours dans la nouvelle Armée nationale sénégalaise au grade de lieutenant.
Il a tour à tour occupé plusieurs fonctions avec plusieurs passages à la Garde républicaine. 
Il a notamment été officier d'encadrement à Dakar-Bango pour aider à préparer des candidats à l'École de formation des officiers des territoires d'Outre-mer (EFORTOM) de Fréjus en France.
Le général Daouda Niang a été commandant du Groupement national des Sapeurs pompiers (GNSP).
Il a aussi commandé le Groupement mobile d'intervention (GMI) de la police nationale.
Il a servi à la Direction de la Sécurité publique au ministère de l'Intérieur. 
Il a eu à travailler à la Compagnie sucrière sénégalaise (CSS), en Casamance dans la période de guerre de libération en Guinée-Bissau (années 1960-1970).
Le 1er juillet 1973, il est nommé par le président Léopold Sédar Senghor Haut Commandant de la Gendarmerie Nationale. Il quittera cette fonction le 30 juin 1977. Le général de corps d'armée Waly Fall lui succède.
Alors qu'il était cadre de réserve, il est nommé général de brigade. C'est à ce titre qu'il a pris la direction de l’hôpital Aristide Le Dantec à Dakar, jusqu'à sa retraite en 1981.
Le Général Daouda Niang est titulaire de plusieurs décorations nationales et étrangères[Lesquelles ?].